# Mitzoruga marmorea
Espèce
Synonymes
- Zora marmorea Hogg, 1896

Mitzoruga marmorea est une espèce d'araignées aranéomorphes de la famille des Miturgidae.

## Distribution
Cette espèce est endémique d'Australie. Elle se rencontre dans le Sud du Territoire du Nord et en Australie-Méridionale.

## Description
La carapace de mâle décrit par Raven en 2009 mesure 3,83 mm sur 2,77 mm et son abdomen 3,77 mm sur 2,00 mm.

## Publication originale
- Hogg, 1896 : Araneidae. Report of the Horn expedition to central Australia. 2. Zoology, p. 309-356.